# Gnathocera leleupi
Gnathocera leleupi är en skalbaggsart som beskrevs av Ruter 1958. Gnathocera leleupi ingår i släktet Gnathocera och familjen Cetoniidae. Inga underarter finns listade i Catalogue of Life.